# Nähermemmingen

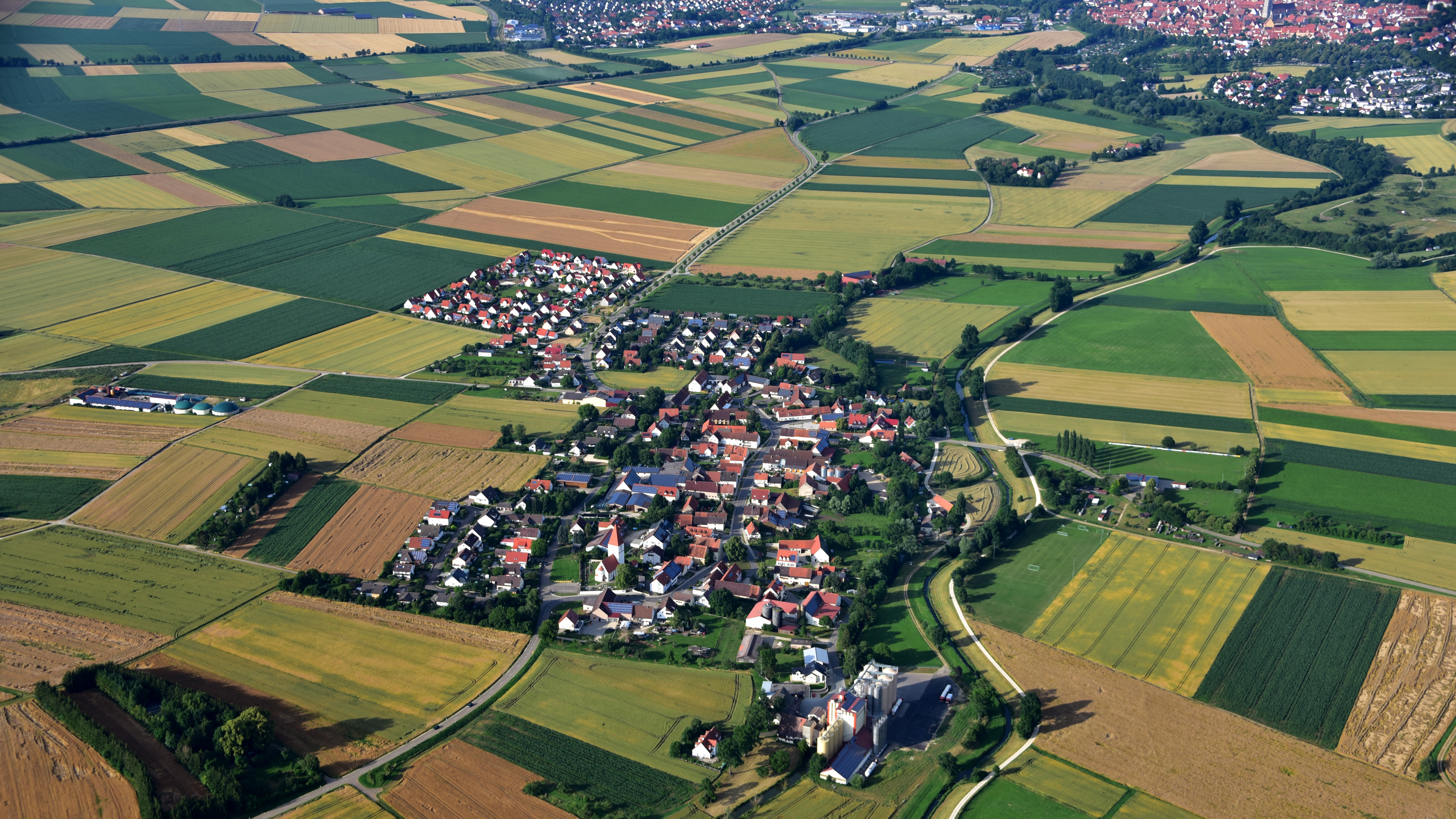
Nähermemmingen, Luftaufnahme (2016)

Nähermemmingen ist ein Gemeindeteil der Großen Kreisstadt Nördlingen im schwäbischen Landkreis Donau-Ries in Bayern.

## Geographie
Das Pfarrdorf hat 723 Einwohner (Stand: 3. Januar 2022) und liegt auf einer Höhe von 436 m ü. NHN am Westrand des Nördlinger Rieses am Bachlauf der Eger. Seine Flur wird fast ausschließlich landwirtschaftlich genutzt.

## Geschichte
Wann der Ort Nähermemmingen gegründet wurde lässt sich nicht eindeutig bestimmen. Funde aus der Jungsteinzeit und der Bronzezeit zeigen bereits eine frühe Besiedlung. Der Überrest einer römischen Säule direkt bei der Dorflinde ist noch ein Zeuge aus der Römerzeit. Die Ortsendung -ingen deutet auf eine alemannische Ortsgründung hin. Der Name Memmingen wird vom alemannischen Namen Mammo hergeleitet. Dieser bedeutet so viel wie sanftmütig, freundlich. Das Näher bezieht vermutlich auf die Nähe zu Nördlingen, im Gegensatz zum etwas weiter entfernten Utzmemmingen.
Im Mittelalter herrschte der Ortsadel in einer Burg (⊙). Von dieser ist heute nur noch der Burgwall zu erkennen. Die Besitzverhältnisse wechselten oft während dieser Zeit. Der überwiegende Teil war in Nördlinger Besitz. Aber auch die Grafen von Oettingen besaßen einige Höfe. Im Dreißigjährigen Krieg wurde Nähermemmingen bis auf die Pfarrkirche und das Pfarrhaus niedergebrannt.
Im Jahr 1803 wurde Nähermemmingen bayerisch. In der Nacht vom 12. auf den 13. November 1834 brannten bei einem Feuer 20 Bauernhöfe bis auf die Grundmauern nieder.
Am 1. Juli 1972 schloss sich Nähermemmingen im Rahmen der Gebietsreform in Bayern zusammen mit den Nachbarorten Holheim, Kleinerdlingen und Herkheim der Stadt Nördlingen an. Die zur Gemeinde gehörigen Einöden Bruckmühle, Klötzenmühle und Walkmühle wurden mit nach Nördlingen eingegliedert.
1975 erhielt Nähermemmingen Silber im Wettbewerb „Unser Dorf soll schöner werden“.

## Wappen
| Wappen von Nähermemmingen in Nördlingen | Blasonierung: „In von Rot und Silber gespaltenem Schild ein von Silber und Schwarz gespaltenes Paar Büffelhömer.“ |
| Wappen von Nähermemmingen in Nördlingen | Wappenbegründung: Die Büffelhörner waren das Schildbild der einstigen Herren von Näher-Memmingen. Die Feldfarben stellen den Bezug zu den früheren Ortsherren her, dem fürstlichen Haus zu Oettingen sowie der Reichsstadt Nördlingen. Das Wappen wurde durch den Nördlinger Kunstmaler und Grafiker Rudolf Mußgnug gestaltet. |

## Religion

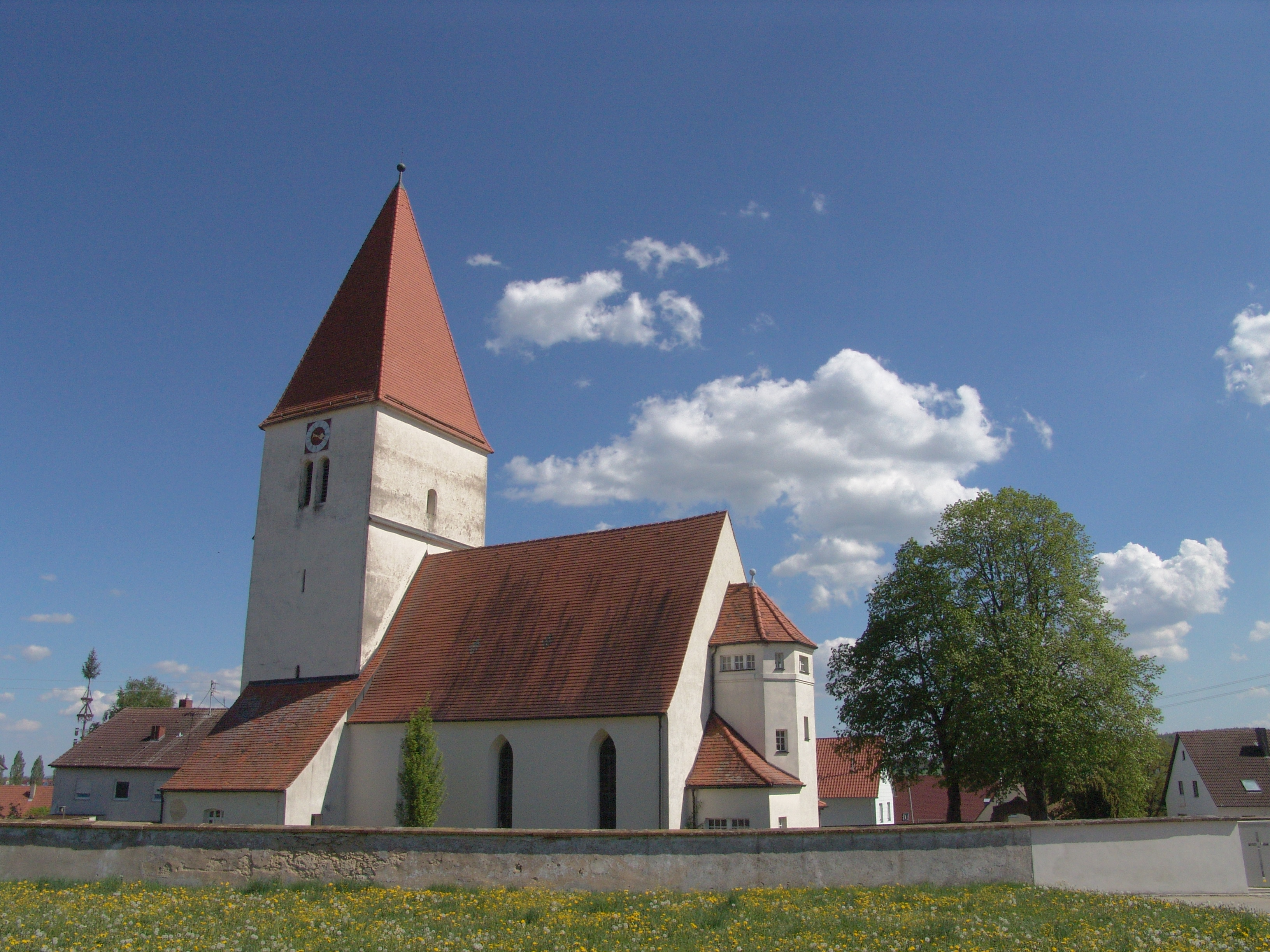
Marienkirche in Nähermemmingen

Nähermemmingen ist heute überwiegend evangelisch. Die Kirchengemeinde Nähermemmingen-Baldingen gehört zum Dekanatsbezirk Nördlingen, der dem Evangelischen-Lutherischen Kirchenkreis Augsburg und Schwaben angehört. Die Marienkirche hat ein gotisches Erdgeschoss und Chor. Die Grundsteinlegung ist auf den 4. April 1426 datiert. Im Mittelalter gab es außerdem eine St. Georgs-Kapelle.
Außer der Marienkirche sind vier weitere Objekte in die Liste der Baudenkmäler eingetragen, darunter die um 1700 erbaute ehemalige Schule.

## Persönlichkeiten
- Hans Wiedenmann (1883–1932), Jurist, Volkswirtschaftler, Archivar und Direktor des Stadtarchivs Augsburg